# Кокатрикс, Бруно
Бру́но Кокатри́кс (фр. Bruno Coquatrix; 5 августа 1910, Роншен — 1 апреля 1979, Париж) — французский импресарио, автор песен и оперетт, владелец и генеральный директор парижского концертного зала «Олимпия» с 1954 по 1979 год.

## Биография
Композитор лёгкого жанра, Кокатрикс — автор более 300 песен, таких как Mon ange (1940), Clopin-clopant (совместно с Пьером Дюданом, 1947) и Cheveux dans le vent (1949). Он также написал десять оперетт.
Кокатрикс был импресарио таких исполнителей, как Жак Пиллс и Люсьенна Буайе. Проработав некоторое время директором концертного зала «Бобино», в 1954 году он стал владельцем и директором «Олимпии». Именно под его руководством «Олимпия» превратилась в самый известный французский концертный зал. Здесь выступали Эдит Пиаф, Жорж Брассенс, Жильбер Беко, Джонни Халлидей, Далида, Ив Монтан, Джо Дассен. Кокатрикс также один из создателей звукозаписывающей фирмы Disques Versailles.
Кокатрикс был мэром города Кабур в департаменте Кальвадос с 1971 года до самой смерти. 

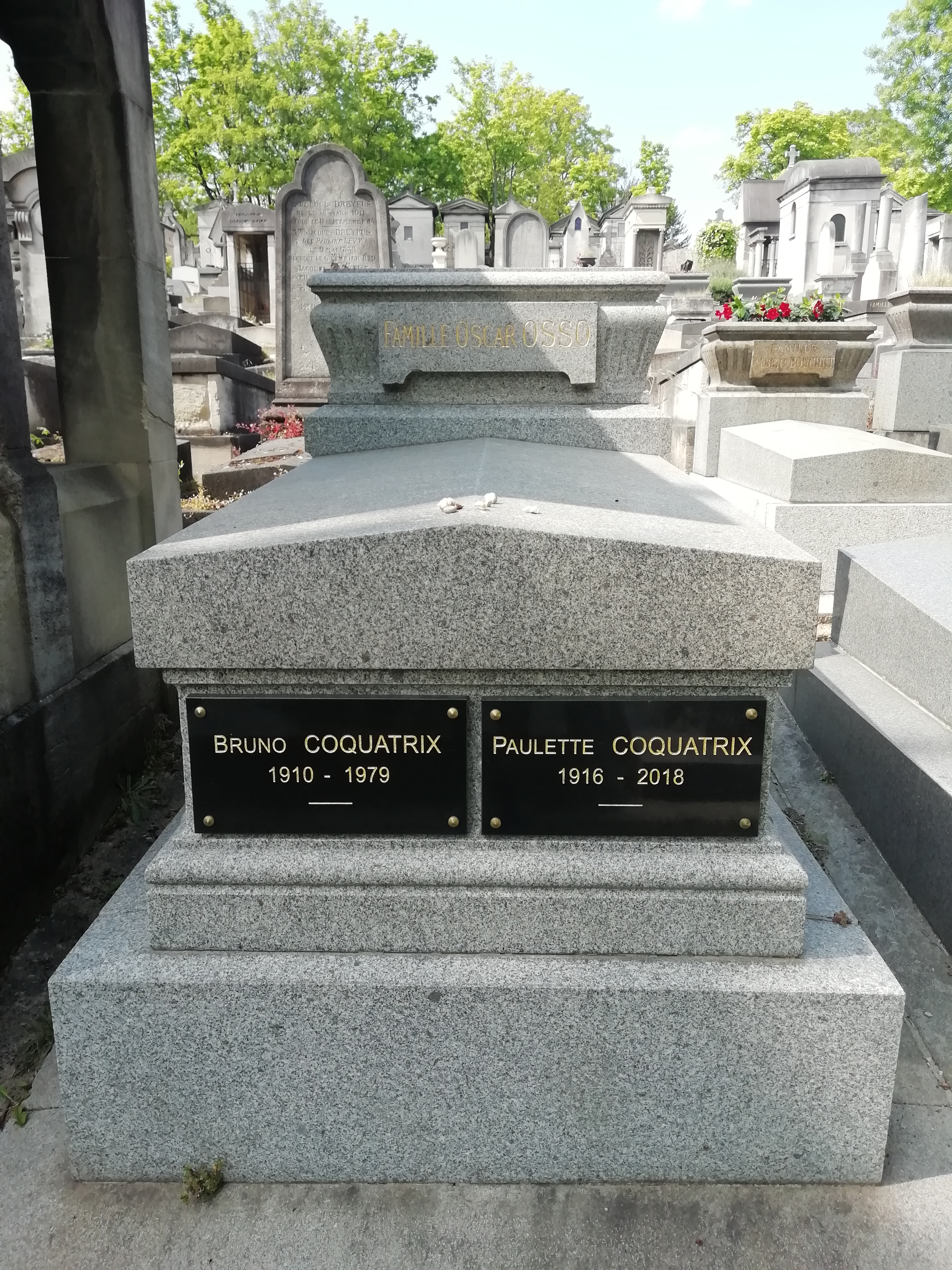
Могила Б. Кокатрикса и его жены на Пер-Лашез

Похоронен на кладбище Пер-Лашез.

## Избранные сочинения
Поставленные оперетты
| Название                                   | На либретто                           | Место и год постановки       |
| ------------------------------------------ | ------------------------------------- | ---------------------------- |
| Хорошая хозяйка La Bonne hôtesse           | Серж Вебер, Жан-Жак Виталь            | Альгамбра, Париж, 1946       |
| Махараджа Le Maharadjah                    | Серж Вебер, Жан-Жак Виталь            | Альгамбра, Париж, 1946       |
| Мышиный танец Les Souris dansent           | Макс Рауль, Marcel Lanjean            | Реймс Опера, Реймс, 1949     |
| Никелированные ножки Les Pieds-Nickelés    | Жан Вальми, Андре Хорнес, Jean Lanjan | Бобино, Париж, 1949          |
| Господин Нанар Виталь Monsieur Nanar Vital | Жан-Жак Виталь, Андре Хорнес          | Парижская опера, Париж, 1950 |
| Три слабые женщины Trois faibles femmes    | Серж Вебер, Андре Хорнес              | Бобино, Париж, 1951          |